# 王鳳池
王鳳池(おう ほうち、1904年? - 1949年以降) は、溥儀に仕えた宦官。中国史上最後の皇帝溥儀との性的関係で知られる。別名:小王三児。

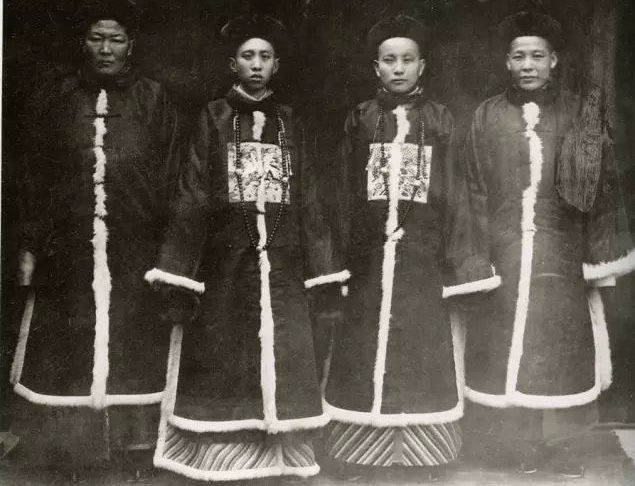
清朝末期の宦官4人の集合写真、左から二人目が王鳳池

## 経歴
1904年頃、河北省東光県に生まれる。公立景山学校を卒業後、宦官選抜試験を通過し、15歳で、紫禁城の西門にあたる西華門の外に政府公認の手術小屋で、陰茎と陰嚢の全切除（去勢手術、自宮）を受けた。その後、清朝崩壊後の紫禁城内に成立した遜清皇室小朝廷に宦官として入宮した。その後、友人の宦官孫耀庭を通じて2歳年下の宣統帝(溥儀)と出会い、その美貌から寵愛され、性的関係を持った。
1949年に北京郊外で目撃された。しかし、以降の動向はわかっていない。